# 1982

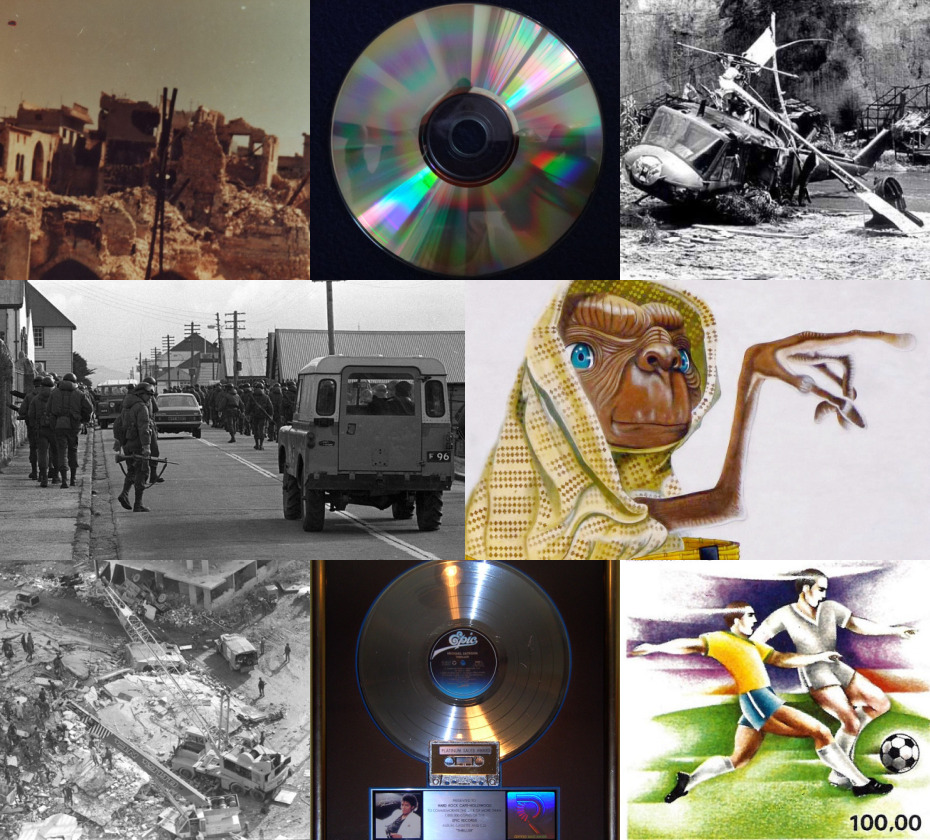

1982 (MCMLXXXII) là một năm thường bắt đầu vào Thứ sáu của lịch Gregory, năm thứ 1982 của Công nguyên hay của Anno Domini, the năm thứ 982  của thiên niên kỷ 2, năm thứ 82  của thế kỷ 20, và năm thứ  3   của thập niên 1980. 

## Sự kiện
- 1 tháng 1: Fritz Honegger trở thành tổng thống Thụy Sĩ
- 1 tháng 1: Javier Pérez de Cuéllar trở thành tổng thư ký Liên Hợp Quốc
- 11 tháng 1: Honduras có hiến pháp mới
- 17 tháng 3: Vụ lật tàu 183 (SE6) tại thị xã Tây Hòa, huyện Trảng Bom, tỉnh Đồng Nai khiến 200 người chết và rất nhiều người bị thương.
- 24 tháng 3: Bangladesh. Hussain Mohammed Ershad trở thành tổng thống
- 13 tháng 4: Bhutan trở thành thành viên của UNESCO
- 10 tháng 5: Belize trở thành thành viên của UNESCO
- 6 tháng 6: Israel bắt đầu den cuộc chiến tranh Liban 1982.
- 11 tháng 6: Tổng thống Mỹ Ronald Reagan thăm viếng Berlin
- 4 tháng 7: Cộng hòa Dominica: Jacobo Majluta trở thành tổng thống
- 9 tháng 7: New Orleans, Hoa Kỳ. Một chiếc Boeing 727 của PanAm rơi. 144 người trên máy bay và 8 dân cư chết
- 15 tháng 7: Antigua và Barbuda trở thành thành viên của UNESCO
- 8 tháng 10: Solidarność bị cấm tại Ba Lan
- 10 tháng 10: Bolivia. Siles Zuazo trở thành nhà lãnh đạo chính phủ
- 4 tháng 11: Cameroon. Tổng thống Ahmadou Ahidjo từ chức
- 13 tháng 12: Động đất tại Ả Rập, khoảng 2.800 người chết

## Sinh

### Tháng 1
- 1 tháng 1: David Nalbandian, vận động viên quần vợt người Argentina
- 2 tháng 1: Athanasia Tsoumeleka, nữ vận động viên điền kinh người Hy Lạp, huy chương Thế Vận Hội
- 3 tháng 1: Nguyễn Linh Nga, nữ đạo diễn người Việt Nam, vợ cũ của doanh nhân Trần Văn Thuyết
- 4 tháng 1: Bernhard Kohl, tay đua xe đạp Áo
- 6 tháng 1: Kim Hiền, diễn viên người Việt Nam
- 7 tháng 1: Joachim Johansson, vận động viên quần vợt người Thụy Điển
- 8 tháng 1: Kim Jong-un, chủ tịch nước Cộng hòa Dân chủ Nhân dân Triều Tiên
- 11 tháng 1: Son Ye-jin, nữ diễn viên người Hàn Quốc
- 13 tháng 1: Guillermo Coria, vận động viên quần vợt người Argentina
- 16 tháng 1: Tuncay Şanlı, cầu thủ bóng đá người Thổ Nhĩ Kỳ
- 17 tháng 1: Dwyane Wade, cầu thủ bóng rổ người Mỹ
- 21 tháng 1: Stefanie Dreyer, nữ diễn viên, ca sĩ nhạc pop (Banaroo) người Đức
- 22 tháng 1: 
  - Fabricio Coloccini, cầu thủ bóng đá người Argentina
  - Peter Jehle, cầu thủ bóng đá
- 23 tháng 1: Andrew Rock, vận động viên điền kinh Mỹ
- 25 tháng 1: Noemi, ca sĩ người Ý
- 27 tháng 1: Nguyễn Đức Cường, nhạc sĩ kiêm ca sĩ người Việt Nam, chồng của nữ ca sĩ, người mẫu Vũ Hạnh Nguyên
- 28 tháng 1: Lương Bằng Quang, nhạc sĩ kiêm ca sĩ người Việt Nam
- 31 tháng 1:
  - Andreas Görlitz, cầu thủ bóng đá người Đức
  - Enrico Gaede, cầu thủ bóng đá người Đức

### Tháng 2
- 1 tháng 2: Ưng Đại Vệ, nam ca sĩ Việt Nam
- 2 tháng 2: Dorcus Inzikuru, nữ vận động viên điền kinh
- 3 tháng 2: Roland Schwegler, cầu thủ bóng đá Thụy Sĩ
- 4 tháng 2: Roman Wallner, cầu thủ bóng đá Áo
- 5 tháng 2: Christoph Schubert, vận động viên khúc côn cầu trên băng Đức
- 6 tháng 2: Nick Audsley, diễn viên Anh
- 10 tháng 2: Tom Schilling, diễn viên Đức
- 10 tháng 2: Justin Gatlin, vận động viên điền kinh Mỹ
- 12 tháng 2: Markus Feulner, cầu thủ bóng đá Đức
- 17 tháng 2: Thimothée Atouba, cầu thủ bóng đá Cameroon
- 18 tháng 2: Christian Tiffert, cầu thủ bóng đá Đức
- 18 tháng 2: José Rujano, tay đua xe đạp
- 19 tháng 2: Camelia Potec, nữ vận động viên bơi lội Romania, huy chương Thế Vận Hội
- 22 tháng 2: Jenna Haze, nữ diễn viên phim khiêu dâm Mỹ
- 28 tháng 2: Axel Stein, diễn viên Đức

### Tháng 3
- 1 tháng 3: 
  - Steffen Schmitt, cầu thủ bóng đá Đức
  - Phạm Khánh Hưng, ca sĩ và nhạc sĩ người Việt Nam
- 2 tháng 3: Kevin Kurányi, cầu thủ bóng đá Đức
- 3 tháng 3: Jessica Biel, nữ diễn viên Mỹ
- 8 tháng 3: Matthew Krok, diễn viên Úc
- 11 tháng 3: Thora Birch, nữ diễn viên Mỹ
- 14 tháng 3: Thomas Paulus, cầu thủ bóng đá Đức
- 20 tháng 3: José Moreira, cầu thủ bóng đá Bồ Đào Nha
- 21 tháng 3: Ejagayehu Dibaba, nữ vận động viên điền kinh
- 25 tháng 3: Danica Patrick, nữ đua xe Mỹ
- 26 tháng 3: 
  - Andreas Hinkel, cầu thủ bóng đá Đức
  - Michael Tschuggnall, ca sĩ nhạc pop Áo
- 30 tháng 3: 
  - Louis Marcel Powell de Aquino, người chơi đàn ghita Brasil
  - Philippe Mexès, cầu thủ bóng đá Pháp
  - Jason Dohring, diễn viên Mỹ

### Tháng 4
- 1 tháng 4: Andreas Thorkildsen, vận động viên điền kinh người Na Uy
- 1 tháng 4: Róbert Vittek, cầu thủ bóng đá người Slovakia
- 5 tháng 4: Thomas Hitzlsperger, cầu thủ bóng đá người Đức
- 10 tháng 4: Hà Anh, nữ siêu mẫu người Việt Nam, Á hậu Việt Nam Toàn cầu 2008
- 17 tháng 4: Lee Si Young, nữ diễn viên kiêm người mẫu, ca sĩ, vận dọng viên Boxing người Hàn Quốc
- 24 tháng 4: Kelly Clarkson, nữ ca sĩ kiêm sáng tác nhạc, nhân vật truyền hình người Mỹ, quán quân American Idol 2002
- 26 tháng 4: 
  - Anh Thư, siêu mẫu, diễn viên người Việt Nam
  - Nadja Benaissa, nữ ca sĩ người Đức
  - Phi Thanh Vân, nữ diễn viên, người mẫu người Việt Nam
- 29 tháng 4: Vương Bảo Cường, nam diễn viên, đạo diễn người Trung Quốc
- 30 tháng 4:
  - Kirsten Dunst, nữ diễn viên người Mỹ
  - Hoàng Hải, ca sĩ người Việt Nam

### Tháng 5
- 1 tháng 5:
  - Tommy Robredo, vận động viên quần vợt Tây Ban Nha
  - Dario Srna, cầu thủ bóng đá Croatia
- 2 tháng 5: Lázaro Bruzón, người đánh cờ Cuba
- 3 tháng 5:
  - Sebastian Furchner, vận động viên khúc côn cầu trên băng Đức
  - Tobias Rathgeb, cầu thủ bóng đá Đức
- 4 tháng 5: Markus Rogan, vận động viên bơi lội Áo
- 5 tháng 5: Sỹ Luân, ca sĩ và nhạc sĩ người Việt Nam
- 10 tháng 5:
  - Marc Hennerici, đua xe Đức
  - Eva-Maria Fitze, nữ vận động viên trượt băng nghệ thuật Đức
- 15 tháng 5: Veronica Campbell, nữ vận động viên điền kinh Jamaica
- 16 tháng 5: Billy Crawford, nam ca sĩ, nghệ sĩ múa, nhà sản xuất, nhà soạn nhạc, diễn viên
- 17 tháng 5: Tony Parker, cầu thủ bóng rổ Pháp
- 20 tháng 5: Petr Čech, cầu thủ bóng đá
- 21 tháng 5: Nguyễn Hải Phong, nhạc sĩ kiêm ca sĩ người Việt Nam
- 24 tháng 5:
  - Dominic Saleh-Zaki, ca sĩ, diễn viên người Đức
  - Kim Frank, diễn viên Đức, nam ca sĩ
- 25 tháng 5: Ezekiel Kemboi, vận động viên điền kinh, huy chương Thế Vận Hội
- 26 tháng 5: Nelson Ferreira, cầu thủ bóng đá Bồ Đào Nha

### Tháng 6
- 1 tháng 6: Justine Henin-Hardenne, nữ vận động viên quần vợt Bỉ
- 3 tháng 6: Horacio Peralta, cầu thủ bóng đá
- 4 tháng 6: Dana Bönisch, nhà văn nữ Đức
- 6 tháng 6: Marian Oprea, vận động viên điền kinh Romania
- 9 tháng 6: Christina Stürmer, nữ ca sĩ nhạc pop Áo
- 10 tháng 6: Tara Lipinski, nữ vận động viên trượt băng nghệ thuật Mỹ
- 10 tháng 6: Leelee Sobieski, nữ diễn viên Mỹ
- 12 tháng 6: Andreas Wolf, cầu thủ bóng đá Đức
- 21 tháng 6: Vương tử William, Thân vương xứ Wales Vương Quốc Anh
- 25 tháng 6: Bi Rain, nam ca sĩ người Hàn Quốc, chồng của nữ diễn viên Kim Tae-hee
- 26 tháng 6: Ursula Holl, nữ cầu thủ bóng đá Đức
- 30 tháng 6: Janine Pietsch, nữ vận động viên bơi lội Đức
- 30 tháng 6: Otis Harris, vận động viên điền kinh Mỹ

### Tháng 7
- 5 tháng 7: Philippe Gilbert, tay đua xe đạp Bỉ
- 5 tháng 7: Alberto Gilardino, cầu thủ bóng đá Ý
- 10 tháng 7: Sebastian Mila, cầu thủ bóng đá Ba Lan
- 11 tháng 7: Alexander Madlung, cầu thủ bóng đá Đức
- 11 tháng 7: Guðrun Sólja Jacobsen, nữ ca sĩ
- 12 tháng 7: Antonio Cassano, cầu thủ bóng đá Ý
- 16 tháng 7: André Greipel, tay đua xe đạp Đức
- 18 tháng 7: Natalie Spinell, nữ diễn viên Đức
- 18 tháng 7: Priyanka Chopra, nữ diễn viên Ấn Độ
- 19 tháng 7: Lý Nhã Kỳ, nữ diễn viên Việt Nam
- 24 tháng 7: Anna Paquin, nữ diễn viên
- 25 tháng 7: Brad Renfro, diễn viên Mỹ
- 26 tháng 7: Eva Moser, người đánh cờ Áo
- 28 tháng 7: Jean-François Kornetzky, cầu thủ bóng đá Pháp
- 28 tháng 7: Silvia Night, nữ ca sĩ
- 29 tháng 7: Allison Mack, nữ diễn viên Mỹ
- 31 tháng 7: Edmond Kapllani, cầu thủ bóng đá Albania

### Tháng 8
- 2 tháng 8: Hélder Postiga, cầu thủ bóng đá Bồ Đào Nha
- 3 tháng 8: 
  - Robert Stadlober, diễn viên Áo
  - Phạm Thị Kim Huệ, vận động viên bóng chuyền Việt Nam
- 5 tháng 8: Ryu Seung Min, vận động viên bóng bàn Hàn Quốc
- 7 tháng 8: Jana Klotschkowa, nữ vận động viên bơi lội Ukraina
- 9 tháng 8: Tyson Gay, vận động viên điền kinh Mỹ
- 11 tháng 8: Jasmin Schwiers, nữ diễn viên Bỉ
- 13 tháng 8: Gil Ofarim, nhạc sĩ, diễn viên
- 16 tháng 8: 
  - Cam Gigandet, diễn viên Mỹ
  - Stefan Maierhofer, cầu thủ bóng đá Áo
  - Julia Schruff, nữ vận động viên quần vợt Đức
  - Khanh Nhỏ, Rapper người Mỹ gốc Việt, là người đầu tiên rap bằng tiếng Việt
- 18 tháng 8: 
  - Ưng Hoàng Phúc, ca sĩ Việt Nam
  - Tân Nhàn, ca sĩ, giảng viên thanh nhạc người Việt Nam
- 19 tháng 8: Thanh Thúy, diễn viên Việt Nam
- 23 tháng 8: Natalie Coughlin, nữ vận động viên bơi lội Mỹ
- 28 tháng 8: LeAnn Rimes, nữ ca sĩ Mỹ
- 29 tháng 8: Felix von Jascheroff, diễn viên Đức
- 30 tháng 8: Andy Roddick, vận động viên quần vợt Mỹ
- 31 tháng 8: 
  - Patrick Nuo, nam ca sĩ Thụy Sĩ
  - Ian Crocker, vận động viên bơi lội Mỹ

### Tháng 9
- 3 tháng 9: Timo Achenbach, cầu thủ bóng đá Đức
- 5 tháng 9: Vương Tâm Lăng, ca sĩ, diễn viên Đài Loan
- 7 tháng 9: Lorne Berfield, diễn viên Mỹ
- 10 tháng 9: Ronaldo Aparecido Rodrigues, cầu thủ bóng đá Brasil
- 16 tháng 9: Linus Gerdemann, tay đua xe đạp Đức
- 19 tháng 9: Amir Shapourzadeh, cầu thủ bóng đá
- 20 tháng 9: Hồ Ca, diễn viên - ca sĩ người Trung Quốc
- 22 tháng 9: Kosuke Kitajima, vận động viên bơi lội Nhật Bản
- 25 tháng 9: Hyun Bin, nam diễn viên người Hàn Quốc
- 27 tháng 9: Jan Schlösser, cầu thủ bóng đá Đức
- 27 tháng 9: Lil Wayne, ca sĩ rapper Mỹ
- 27 tháng 9: Darrent Williams, cầu thủ football Mỹ (mất 2007)
- 28 tháng 9: Alexander Gennadjewitsch Anjukow, cầu thủ bóng đá Nga
- 30 tháng 9: 
  - Lacey Chabert, nữ diễn viên Mỹ
  - Phương Anh, nữ ca sĩ Việt Nam

### Tháng 10
- 1 tháng 10: 
  - Marcus Stolzenberg, cầu thủ bóng đá Đức
  - Lương Thế Thành, diễn viên người Việt Nam
- 4 tháng 10: Don Nguyễn, nam ca sĩ người Việt Nam
- 5 tháng 10: Francisco Bosch, diễn viên Tây Ban Nha
- 6 tháng 10: 
  - Lewon Aronjan, người đánh cờ
  - Michael Frater, vận động viên điền kinh Jamaica
- 7 tháng 10: Kasper Jensen, cầu thủ bóng đá Đan Mạch
- 10 tháng 10: Tiến Luật, nam diễn viên hài Việt Nam
- 13 tháng 10:
  - Robbert Dessauvagie, ca sĩ nhạc pop Hà Lan (Banaroo)
  - Ian Thorpe, vận động viên bơi lội Úc
  - Dương Cẩm Lynh: nữ diễn viên người Việt Nam
- 15 tháng 10: Saif Saaeed Shaheen, vận động viên điền kinh
- 16 tháng 10: Kim Ah-joong, nữ diễn viên, người mẫu, ca sĩ người Hàn Quốc
- 19 tháng 10: Pekka Lagerblom, cầu thủ bóng đá Phần Lan
- 21 tháng 10: Jeremiah Rutherford, vận động viên cử tạ
- 24 tháng 10: Mỹ Dung, nữ ca sĩ người Việt Nam

### Tháng 11
- 2 tháng 11: William Beier, vận động viên trượt băng nghệ thuật Đức
- 2 tháng 11: Fukada Kyōko, nữ diễn viên Nhật Bản, nữ ca sĩ, người mẫu
- 4 tháng 11: Bastiaan Giling, tay đua xe đạp Hà Lan
- 4 tháng 11: Kamila Skolimowska, nữ vận động viên điền kinh Ba Lan
- 9 tháng 11: Petra Wimbersky, nữ cầu thủ bóng đá Đức
- 11 tháng 11: Asafa Powell, vận động viên điền kinh Jamaica
- 14 tháng 11: Kim Jaggy, cầu thủ bóng đá Thụy Sĩ
- 16 tháng 11: Amaré Stoudemire, cầu thủ bóng rổ Mỹ
- 17 tháng 11: Mimoun Azaouagh, cầu thủ bóng đá Đức
- 18 tháng 11: Gracia Baur, nữ ca sĩ nhạc pop Đức
- 18 tháng 11: Mr. Siro, nam ca sĩ Việt Nam
- 30 tháng 11: Elisha Cuthbert, nữ diễn viên Canada

### Tháng 12
- 1 tháng 12: Hồ Trung Dũng, ca sĩ người Việt Nam
- 4 tháng 12: Nick Vujicic, người khuyết tật nổi tiếng, người truyền bá Phúc Âm, diễn giả truyền cảm hứng người Úc, giám đốc Life Without Limbs
- 6 tháng 12: 
  - Ryan Carnes, diễn viên Mỹ
  - Alberto Contador, tay đua xe đạp Tây Ban Nha
- 8 tháng 12: 
  - Nicki Minaj, ca sĩ, rapper nổi tiếng
  - Michael Essien, cầu thủ bóng đá
  - Hamit Altıntop, cầu thủ bóng đá Thổ Nhĩ Kỳ
  - DeeDee Trotter, nữ vận động viên điền kinh Mỹ, huy chương Thế Vận Hội
- 11 tháng 12: Lý Thanh Thảo, diễn viên người Việt Nam
- 12 tháng 12: Mai Thiên Vân, nữ ca sĩ người Việt Nam
- 13 tháng 12: Ayumi Kinoshita, nữ diễn viên người Nhật Bản
- 15 tháng 12: Matias Emilio Delgado, cầu thủ bóng đá Agentina
- 20 tháng 12: Trương Kiệt, nam ca sĩ Trung Quốc
- 26 tháng 12: Aksel Lund Svindal, vận động viên chạy ski Na Uy
- 30 tháng 12: Kristin Kreuk, nữ diễn viên, người mẫu Canada

## Mất

### Tháng 1
- 3 tháng 1: Fritz Laband, cầu thủ bóng đá Đức (sinh 1925)
- 11 tháng 1: Bruno Diekmann, chính khách Đức (sinh 1897)
- 13 tháng 1: Marcel Camus, đạo diễn phim Pháp (sinh 1912)
- 13 tháng 1: Bernhard Reismann, chính trị gia Đức (sinh 1903)
- 19 tháng 1: Elis Regina, nữ ca sĩ Brasil (sinh 1945)
- 22 tháng 1: Eduardo Frei Montalva, chính trị gia Chile (sinh 1911)
- 24 tháng 1: Hans Schütz, chính trị gia Đức (sinh 1901)
- 27 tháng 1: Alexander Abusch, nhà báo, nhà văn, chính trị gia trong Cộng hòa Dân chủ Đức (sinh 1902)
- 27 tháng 1: Trần Văn Hương, Tổng thống Việt Nam Cộng hòa (sinh 1902)

### Tháng 2
- 4 tháng 2: Alex Harvey, nhạc sĩ nhạc rock Scotland (sinh 1935)
- 6 tháng 2: Ben Nicholson, họa sĩ Anh (sinh 1894)
- 10 tháng 2: Margrit Rainer, nữ diễn viên Thụy Sĩ (sinh 1914)
- 11 tháng 2: Eleanor Powell, nữ nghệ sĩ múa Mỹ, nữ ca sĩ, nữ diễn viên (sinh 1912)
- 19 tháng 2: Gerhard Leibholz, luật gia Đức (sinh 1901)
- 22 tháng 2: Arie den Arend, nhà soạn nhạc Hà Lan, nghệ sĩ đàn ống (sinh 1903)
- 25 tháng 2: Christian Schad, họa sĩ Đức (sinh 1894)
- 25 tháng 2: Zhao Yuanren, nhà ngôn ngữ học Trung Hoa (sinh 1892)
- 25 tháng 2: Hans-Joachim von Merkatz, chính trị gia Đức (sinh 1905)
- 28 tháng 2: Friedrich Liebling, nhà tâm lý học (sinh 1893)

### Tháng 3
- 2 tháng 3: Philip K. Dick, nhà văn Mỹ (sinh 1928)
- 3 tháng 3: Georges Perec, nhà văn Pháp (sinh 1936)
- 5 tháng 3: Heinz Heck, nhà sinh vật học Đức (sinh 1894)
- 5 tháng 3: John Belushi, nam ca sĩ Mỹ, diễn viên (sinh 1949)
- 6 tháng 3: Ayn Rand, nhà văn nữ Mỹ, nữ triết gia (sinh 1905)
- 22 tháng 3: Pericle Felici, Hồng y Giáo chủ (sinh 1911)
- 29 tháng 3: Carl Orff, nhà soạn nhạc Đức, nhà sư phạm (sinh 1895)
- 29 tháng 3: Walter Hallstein, chính trị gia Đức, luật gia (sinh 1901)

### Tháng 4
- 7 tháng 4: Harald Ertl, tay đua Công thức 1 (sinh 1948)
- 7 tháng 4: Manfred Schott, diễn viên Đức (sinh 1936)
- 16 tháng 4: Hermann Diebäcker, chính trị gia Đức (sinh 1910)
- 18 tháng 4: Hiroshi Ohguri, nhà soạn nhạc Nhật Bản (sinh 1918)
- 20 tháng 4: Archibald MacLeish, thi sĩ Mỹ, chính trị gia (sinh 1892)
- 24 tháng 4: Ville Ritola, vận động viên điền kinh Phần Lan, huy chương Thế Vận Hội (sinh 1896)

### Tháng 5
- 1 tháng 5: Wolfgang Stammberger, chính trị gia Đức (sinh 1920)
- 5 tháng 5: Irmgard Keun, nhà văn nữ Đức (sinh 1905)
- 10 tháng 5: Peter Weiss, nhà văn Đức, họa sĩ (sinh 1916)
- 12 tháng 5: Humphrey Searle, nhà soạn nhạc Anh, học trò của Anton von Webern (sinh 1915)
- 13 tháng 5: Věra Suková, nữ vận động viên quần vợt Tiệp Khắc (sinh 1931)
- 19 tháng 5: Reinhard Karl, nhiếp ảnh gia, nhà văn (sinh 1946)
- 20 tháng 5: Merle Antony Tuve, nhà vật lý học Mỹ (sinh 1901)
- 22 tháng 5: Cevdat Sunay, chính trị gia Thổ Nhĩ Kỳ, tướng (sinh 1899)
- 29 tháng 5: Romy Schneider, nữ diễn viên (sinh 1938)
- 30 tháng 5: Albert phía bắc, chính trị gia Đức (sinh 1904)

### Tháng 6
- 2 tháng 6: Herbert Quandt, nhà tư bản công nghiệp Đức (sinh 1910)
- 3 tháng 6: Günther Steines, vận động viên điền kinh Đức (sinh 1928)
- 5 tháng 6: Roger Bonvin, chính trị gia Thụy Sĩ (sinh 1907)
- 10 tháng 6: Rainer Werner Fassbinder, đạo diễn phim Đức, nhà sản xuất phim (sinh 1945)
- 12 tháng 6: Otto Brunner, nhà sử học Áo (sinh 1898)
- 12 tháng 6: Karl von Frisch, nhà sinh vật học, nhà động vật học, nhận Giải Nobel (sinh 1886)
- 13 tháng 6: Ricardo Paletti, tay đua ô tô (sinh 1958)
- 13 tháng 6: Chalid ibn Abd al-Aziz, vua Ả Rập Saudi (sinh 1912)
- 16 tháng 6: James Honeyman-Scott, người chơi đàn ghita Anh, thành viên của Pretenders (sinh 1956)
- 17 tháng 6: Zdeněk Kalista, nhà sử học Séc, thi sĩ, nhà phê bình văn học, nhà xuất bản, dịch giả (sinh 1900)
- 18 tháng 6: Djuna Barnes, nhà văn nữ Mỹ (sinh 1892)
- 18 tháng 6: Curd Jürgens, diễn viên (sinh 1915)
- 18 tháng 6: John Cheever, nhà văn Mỹ (sinh 1912)
- 24 tháng 6: Jakob Streitle, cầu thủ bóng đá Đức (sinh 1916)
- 24 tháng 6: Paul Benthien, vận động viên bóng bàn Đức (sinh 1914)
- 26 tháng 6: Alexander Mitscherlich, bác sĩ Đức, nhà văn (sinh 1908)
- 28 tháng 6: Adolf Portmann, nhà động vật học Thụy Sĩ, triết gia (sinh 1897)
- 29 tháng 6: Henry King, đạo diễn phim Mỹ (sinh 1886)

### Tháng 7
- 9 tháng 7: Kai Warner, nhạc sĩ Đức (sinh 1926)
- 10 tháng 7: Karl Hein, vận động viên điền kinh Đức (sinh 1908)
- 13 tháng 7: Barbara Allen Rainey, nữ phi công đầu tiên của Không quân Hoa Kỳ (sinh 1948)
- 15 tháng 7: Otto von Rohr, ca sĩ opera Đức (sinh 1914)
- 16 tháng 7: Patrick Dewaere, diễn viên Pháp (sinh 1947)
- 16 tháng 7: Charles Robert Swarts, chính trị gia Nam Phi (sinh 1894)
- 18 tháng 7: Roman Ossipowitsch Jakobson, nhà ngữ văn (sinh 1896)
- 20 tháng 7: Okot p'Bitek, thi sĩ, thầy giáo, nhà dân tộc học (sinh 1931)
- 23 tháng 7: Vic Morrow, diễn viên Mỹ (sinh 1929)
- 25 tháng 7: Gabriele Tergit, nữ nhà báo Đức, nhà văn nữ (sinh 1894)
- 28 tháng 7: Keith Green, nam ca sĩ Mỹ, nhà soạn nhạc (sinh 1953)
- 29 tháng 7: Harold Sakata, diễn viên Mỹ (sinh 1920)
- 29 tháng 7: Sep Ruf, kiến trúc sư Đức (sinh 1908)

### Tháng 8
- 1 tháng 8: Otto Bayer, nhà hóa học Đức (sinh 1902)
- 2 tháng 8: Rudolf Maros, nhà soạn nhạc Hungary (sinh 1917)
- 5 tháng 8: Dieter Borsche, diễn viên Đức (sinh 1909)
- 10 tháng 8: Peter de Mendelssohn, nhà văn, nhà sử học, nhà văn tiểu luận (sinh 1908)
- 12 tháng 8: Henry Fonda, diễn viên Mỹ (sinh 1905)
- 13 tháng 8: Werner Storz, vận động viên điền kinh Đức (sinh 1904)
- 15 tháng 8: Hugo Theorell, nhà hóa sinh Thụy Điển (sinh 1903)
- 21 tháng 8: Helmut Kajzar, đạo diễn phim Ba Lan (sinh 1941)
- 23 tháng 8: Alberto Cavalcanti, đạo diễn phim Brasil (sinh 1897)
- 23 tháng 8: Stanford Moore, nhà hóa sinh Mỹ, Giải Nobel (sinh 1913)
- 24 tháng 8: Giorgio Abetti, nhà thiên văn học Ý (sinh 1882)
- 29 tháng 8: Ingrid Bergman, nữ diễn viên Thụy Điển (sinh 1915)

### Tháng 9
- 1 tháng 9: Władysław Gomułka, chính trị gia Ba Lan (sinh 1905)
- 2 tháng 9: Werner Schwarz, chính trị gia Đức (sinh 1900)
- 3 tháng 9: Walter Lüthi, mục sư (sinh 1901)
- 9 tháng 9: Joseph Pütz, chính trị gia Đức (sinh 1903)
- 12 tháng 9: Arthur Jores, nhà y học Đức (sinh 1901)
- 12 tháng 9: Franz Grothe, nhà soạn nhạc Đức (sinh 1908)
- 14 tháng 9: Grace Kelly, nữ diễn viên Mỹ, nữ hầu tước của Monaco (sinh 1929)
- 14 tháng 9: Kristján Eldjárn, tổng thống của Iceland (sinh 1916)
- 16 tháng 9: Sadegh Ghotbzadeh, chính trị gia Iran (sinh 1936)
- 17 tháng 9: Manos Loïzos, nhà soạn nhạc Hy Lạp (sinh 1937)
- 19 tháng 9: Samuel Barlow, nhà soạn nhạc Mỹ (sinh 1892)
- 21 tháng 9: Franz Esser, cầu thủ bóng đá đội tuyển quốc gia Đức (sinh 1900)
- 29 tháng 9: Franz Seume, chính trị gia Đức (sinh 1903)

### Tháng 10
- 4 tháng 10: Glenn Gould, nghệ sĩ dương cầm Canada, nhà soạn nhạc (sinh 1932)
- 4 tháng 10: Leroy Grumman, người thiết kế máy bay (sinh 1895)
- 9 tháng 10: Philip Noel-Baker, Giải Nobel về hòa bình (sinh 1889)
- 14 tháng 10: Gerhard Kreyssig, chính trị gia Đức (sinh 1899)
- 16 tháng 10: Jean Effel, họa sĩ vẽ tranh minh họa Pháp (sinh 1908)
- 16 tháng 10: Jakov Gotovac, nhà soạn nhạc Croatia, người điều khiển dàn nhạc (sinh 1895)
- 16 tháng 10: Hans Selye, nhà y học Canada (sinh 1907)
- 16 tháng 10: Mario del Monaco, ca sĩ opera Ý (người hát giọng nam cao) (sinh 1915)
- 18 tháng 10: Pierre Mendès-France, chính trị gia Pháp, thủ tướng (sinh 1907)
- 21 tháng 10: Hermann Berg, chính trị gia Đức, nghị sĩ quốc hội liên bang (sinh 1905)
- 25 tháng 10: Karl Bruckner, nhà văn Áo (sinh 1906)
- 26 tháng 10: Giovanni Benelli, Hồng y Giáo chủ (sinh 1921)

### Tháng 11
- 1 tháng 11: King Vidor, đạo diễn phim Mỹ (sinh 1894)
- 3 tháng 11: Jo Miard, nhà điêu khắc Đức (sinh 1929)
- 4 tháng 11: Jacques Tati, diễn viên Pháp, đạo diễn phim (sinh 1908)
- 7 tháng 11: Bully Buhlan, ca sĩ, nghệ sĩ dương cầm, diễn viên (sinh 1924)
- 9 tháng 11: Emil Bettgenhäuser, chính trị gia Đức (sinh 1906)
- 10 tháng 11: Leonid Ilyich Brezhnev, Tổng Bí Thư Đảng Cộng sản Liên Xô (sinh 1906)
- 12 tháng 11: Rudi Baerwind, họa sĩ Đức (sinh 1910)
- 12 tháng 11: Dorothy Round, nữ vận động viên quần vợt Anh (sinh 1908)
- 17 tháng 11: Eduard Tubin, nhà soạn nhạc Thụy Điển (sinh 1905)
- 17 tháng 11: Heinrich Lindenberg, chính trị gia Đức (sinh 1896)
- 18 tháng 11: Heinar Kipphardt, nhà soạn kịch Đức (sinh 1922)
- 22 tháng 11: Max Deutsch, nhà soạn nhạc Pháp, người điều khiển dàn nhạc (sinh 1892)
- 22 tháng 11: Stanisław Ostrowski, bác sĩ Ba Lan, sĩ quan, chính trị gia (sinh 1892)
- 29 tháng 11: Percy Williams, vận động viên điền kinh Canada (sinh 1908)
- 29 tháng 11: Hermann Balck, tướng Đức (sinh 1893)
- 30 tháng 11: Adolf Heusinger, tướng Đức (sinh 1897)

### Tháng 12
- 2 tháng 12: Marty Feldman, tác giả, diễn viên, đạo diễn phim (sinh 1933)
- 7 tháng 12: Harry Jerome, vận động viên điền kinh Canada (sinh 1940)
- 8 tháng 12: Marty Robbins, ca sĩ nhạc country Mỹ, nhà soạn nhạc (sinh 1925)
- 9 tháng 12: Fritz Usinger, nhà văn Đức (sinh 1895)
- 19 tháng 12: Frederick Terman, kĩ sư Mỹ, (sinh 1900)
- 20 tháng 12: Arthur Rubinstein, nghệ sĩ dương cầm (sinh 1887)
- 21 tháng 12: John Hargrave, tác giả Anh, chính trị gia (sinh 1894)
- 24 tháng 12: Louis Aragon, nhà sử học Pháp, thi sĩ, nhà văn (sinh 1897)
- 27 tháng 12: John Leonard Swigert, nhà du hành vũ trụ Mỹ (sinh 1931)
- 31 tháng 12: Kurt Friedrichs, nhà toán học (sinh 1901)

## Giải thưởng Nobel
- Hóa học - Aaron Klug
- Văn học - Gabriel García Márquez
- Hòa bình - Alva Myrdal, Alfonso García Robles
- Vật lý - Kenneth G. Wilson
- Y học - Sune K. Bergström, Bengt I. Samuelsson, John R. Vane
- Kinh tế - George J. Stigler